# Mall of Berlin
Die Mall of Berlin, auch als LP12 Mall of Berlin und Leipziger Platz Quartier bekannt, ist ein Einkaufszentrum im Berliner Ortsteil Mitte des gleichnamigen Bezirks. Es bildet den nordöstlichen Teil des Oktogons am Leipziger Platz. Es ist eine überdachte Fußgängerpassage mit Hocharkaden und bildet eine Sichtachse auf das Bundesratsgebäude.

## Geschichte

### Vorgeschichte – Warenhaus Wertheim und Sektorengrenze
Auf dem rund 22.000 m² großen Areal am Leipziger Platz 12 und entlang der Leipziger Straße war früher das Warenhaus Wertheim angesiedelt. Der architekturgeschichtlich bedeutende Bau des Architekten Alfred Messel war in mehreren Bauabschnitten ab 1897 errichtet worden. Er war bis zur Zerstörung im Zweiten Weltkrieg Europas größtes Kaufhaus. In den 1950er Jahren beschloss der Ost-Berliner Magistrat, die Ruine abtragen zu lassen, übrig blieben der Tresorraum im Untergeschoss sowie zwei Räume des Eingangsbereiches der Wertheim-Bank im Erdgeschoss des ehemaligen Kaufhauses, die jedoch nicht genutzt wurden. Da der Standort auch sehr nahe an der durch das Potsdamer Abkommen festgelegten Sektorengrenze lag, blieb in den folgenden fast 40 Jahren der gesamte Leipziger Platz als Brache liegen.

### Planungen und Bauarbeiten
Erst nach dem Mauerfall und der folgenden politischen und verwaltungsmäßigen Neuordnung beschloss der nun zuständige Senat den Wiederaufbau des Leipziger und des Potsdamer Platzes. Jedoch gründeten interessierte Personen im Jahr 1991 den Techno-Club Tresor und veranstalteten im provisorisch hergerichteten Tresorraum regelmäßige Veranstaltungen. Das Grundstück des ehemaligen Kaufhauses ist vom Arcandor-Konzern an die Wertheim-Erben rückübertragen worden, womit der Weg für eine Wiederbebauung geebnet wurde.
Anfang Mai 2005 kam es zur endgültigen Schließung des Tresors und zur vollständigen Abtragung der baulichen Reste des ehemaligen Kaufhauses Wertheim.
Nachdem sich einige vorlaufende Projektvorstellungen zerschlagen hatten, wurde das Grundstück mit dem Einkaufszentrum und den rund 270 Ladengeschäften sowie dem größten Gastronomiebereich (Food-Court) Berlins seit Frühjahr 2011 bebaut. Zuerst entstanden rund 30.000 m² Flächen für 170 Mietwohnungen und ein Hotel in dem Gebäudekomplex. Das Projekt war mit Baukosten von 800 Millionen Euro angesetzt.
Im Frühjahr 2012 sackte auf der Baustelle Erdreich im Bereich des Tunnels der darunterliegenden U-Bahn-Linie U2 ab. Der U-Bahn-Verkehr musste aus Sicherheitsgründen mehrere Monate unterbrochen werden. Nachdem am 17. August 2012 der Grundstein gelegt wurde, konnte am 15. August 2013 Richtfest gefeiert werden.

### Eröffnung und Nutzung
Seit dem 25. September 2014 ist das Einkaufszentrum für die Öffentlichkeit geöffnet. Am Vorabend fand eine Eröffnungsfeier statt. In dem Zentrum bieten derzeit knapp 200 Geschäfte auf über 76.000 m² ihr Angebot an. Der Branchenmix besteht schwerpunktmäßig aus markenorientierten Textilgeschäften und wird durch einen Elektronikmarkt ergänzt. Die Nutzfläche wird in Berlin lediglich (Stand: 2024) von den Gropius Passagen übertroffen.
Die Investoren schufen mit dem Einkaufszentrum eine neue Berliner Einkaufsachse vom Potsdamer Platz über den Leipziger Platz bis hin zur Friedrichstraße.

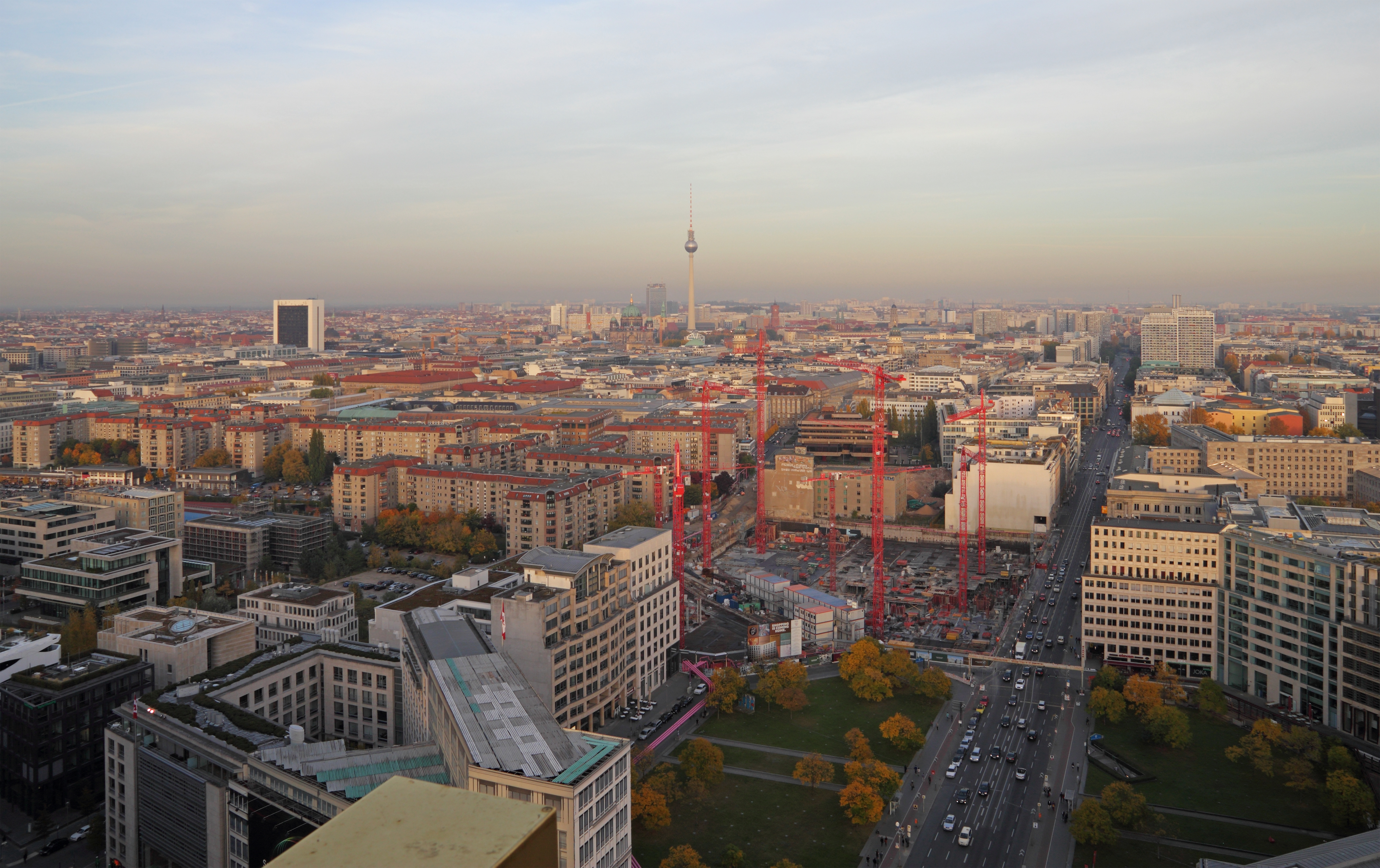
Blick im Jahr 2012 vom Kollhoff-Tower auf den Leipziger Platz mit der Baustelle der Mall of Berlin
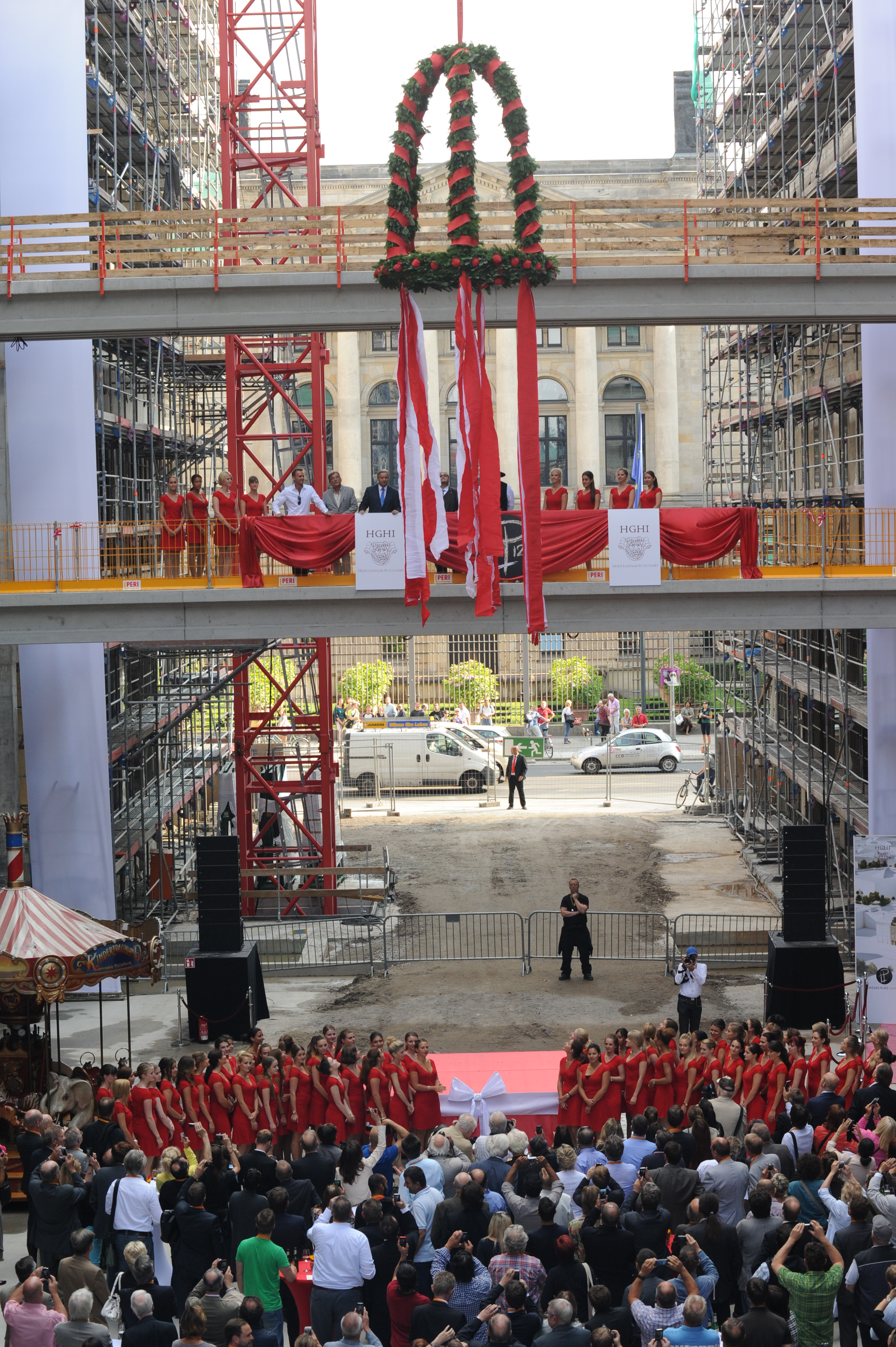
Richtfest am 15. August 2013
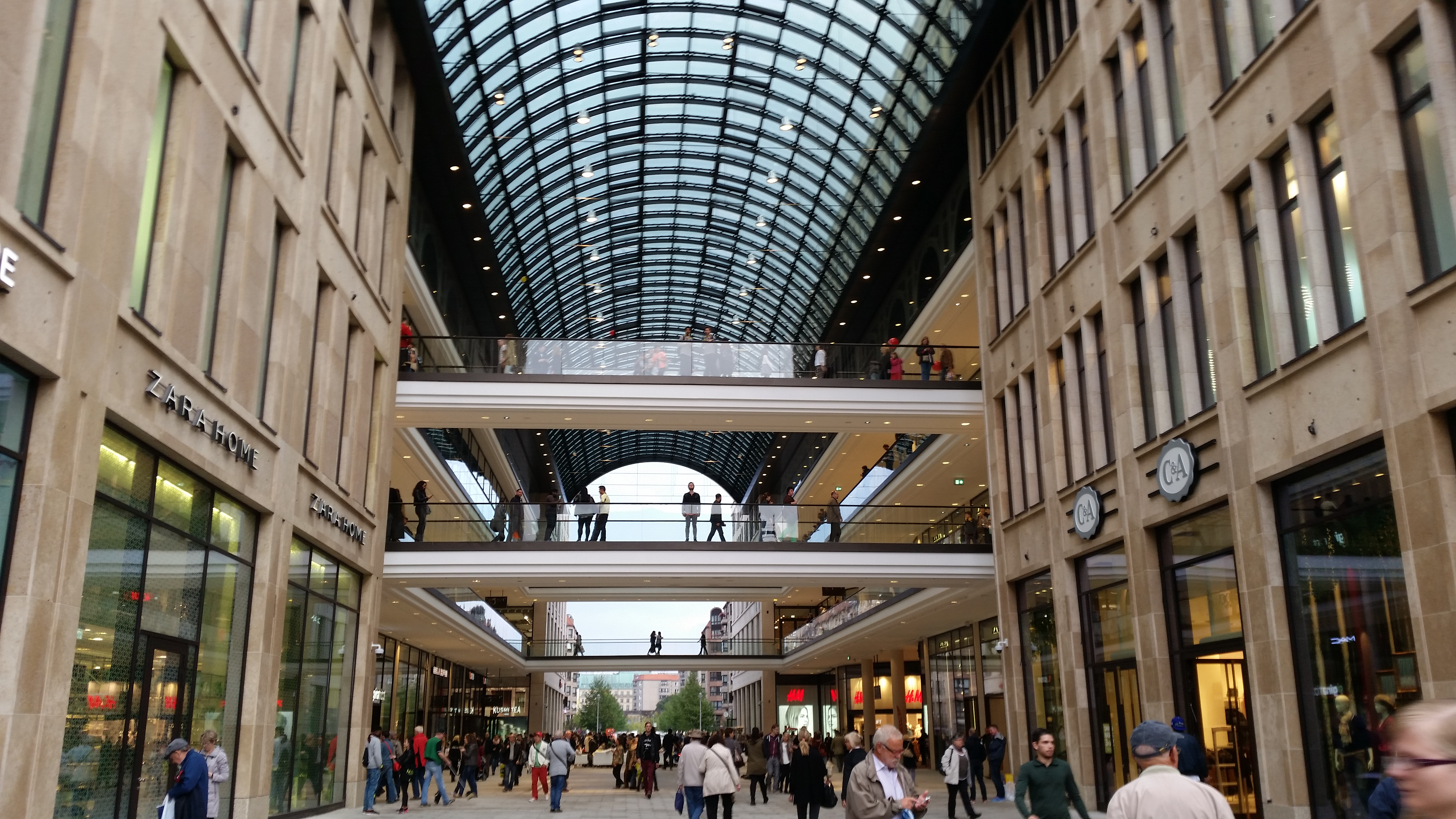
Eingang Leipziger Straße kurz nach der Eröffnung
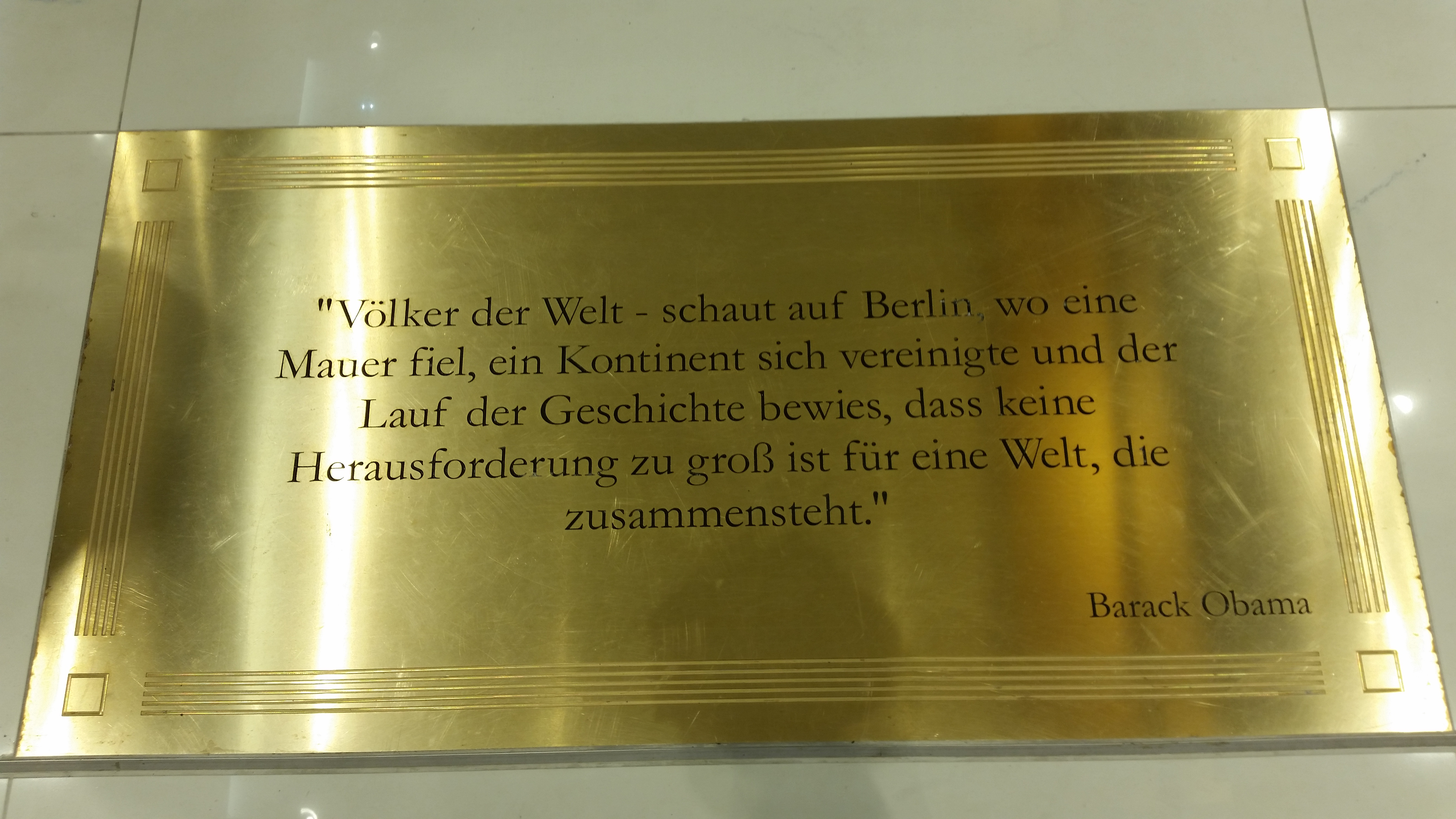
Eine von mehreren Messingtafeln vor den Rolltreppen mit Zitaten prominenter Personen (hier von Barack Obama)

## Lohnbetrug an ausländischen Arbeitnehmern
Ende Oktober 2014 wurde bekannt, dass 20 am Bau beteiligten rumänischen Arbeitern erhebliche Teile ihrer Löhne vorenthalten worden waren. Als diese versuchten, ihre Gehälter einzufordern, kam es nach Aussagen der Arbeiter zu Gewaltandrohungen von Seiten der mit dem Bau beauftragten Subunternehmer der Mall of Berlin. Der Aussage der Bauleitung des Einkaufszentrums, „alles sei korrekt abgelaufen“, widersprachen die rumänischen Arbeiter Ende November 2014 erneut, wobei die Lohnausstände von gewerkschaftlicher Seite bestätigt wurden. Die Arbeiter hatten für die Subunternehmen Metatec Fundus GmbH & Co. und Openmallmaster GmbH gearbeitet. 
Die Bauunternehmer hinterließen ihre ehemaligen Beschäftigten zu diesem Zeitpunkt ohne Obdach, nachdem sie die Baucontainer abtransportieren ließen, in denen die Arbeiter vorher untergebracht waren, was weiteren Protest der Bauarbeiter hervorrief.
Am 9. Dezember 2014 wurde für die mit der Baukoordination der Mall beauftragte FCL Fettchenhauer Controlling und Logistic GmbH ein Insolvenzverwalter eingesetzt und gegen sie die Klage wegen Insolvenzverschleppung gestellt. Ob die Subunternehmer und Arbeiter noch ausgezahlt werden, war ebenso unklar wie die Fertigstellung des noch unvollständigen Brandschutzes (Stand: August 2015).
Das Berliner Arbeitsgericht verurteilte am 10. April 2015 ein am Bau beteiligtes Subunternehmen in einem Versäumnisurteil zur Zahlung von über 5000 Euro ausstehender Lohnforderungen an zwei ehemalige Mitarbeiter. Im August 2015 entschied das Berliner Arbeitsgericht im Fall von zwei Arbeitern zugunsten dieser. Da Openmallmaster GmbH in der Zwischenzeit insolvent gegangen war, konnte das Unternehmen nicht belangt werden.
Der Investor und Bauherr Harald Huth sieht sich nicht in der Verantwortung, trennte sich aber im Dezember 2014 von Fettchenhauer. Die Prozesse um ausstehende Löhne verzögerten sich u. a., weil die verklagten Baufirmen bzw. deren Anwälte nicht zu Gerichtsterminen erschienen. Auf Antrag der Kläger hatte das Arbeitsgericht daraufhin den Klagen jeweils durch ein Versäumnisurteil stattgegeben. Gegen diese Urteile wiederum hatte das Bauunternehmen Einspruch erhoben, diesen aber erst Wochen später begründet. Nun wurde das Unternehmen zur Zahlung von insgesamt 5600 Euro an zwei Kläger verurteilt. „Das Urteil ist aus prozessualen, nicht aus inhaltlichen Gründen erfolgt“, wie der Anwalt der Kläger berichtete. Weitere Klagen sind anhängig. In einem Fall verloren zwei Arbeiter vor Gericht. Die Bauarbeiter klagten 2017 in der letzten Instanz gegen Huth. 2018 reichte ein ehemaliger Bauarbeiter Revision beim Bundesarbeitsgericht ein. Doch auch dort bekamen die beiden rumänischen Arbeiter Ovidiu Mindrila und Niculae Hurmuz am 16. Oktober 2019 nicht Recht. Über den Kampf der ehemaligen Bauarbeiter erschien mittlerweile auch ein Buch.

## Sonstiges

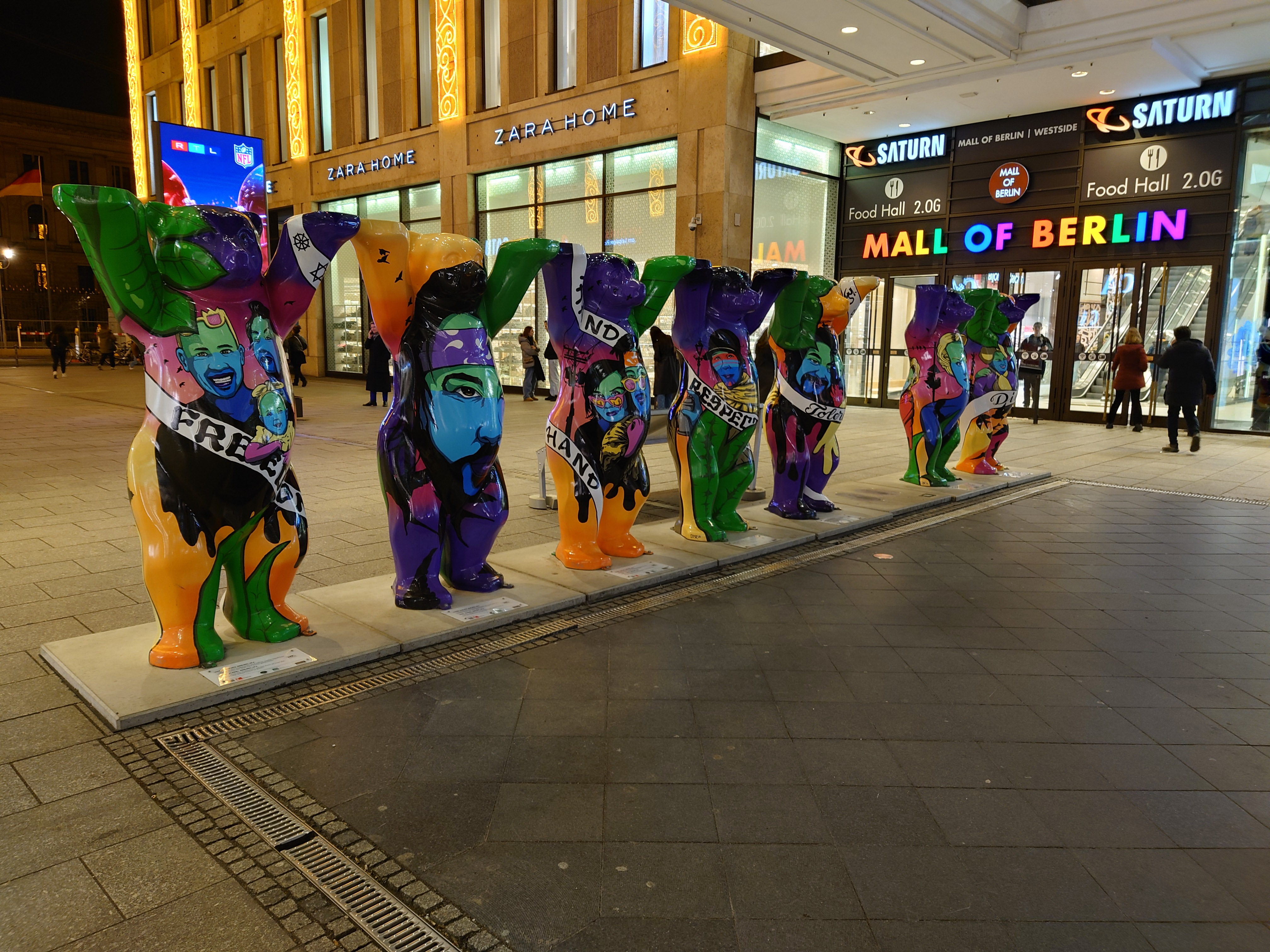
Sieben Hand-in-Hand-Buddies

An einem Ende der Mall im Parterre wurden im Jahr 2022 sieben Buddy-Bears installiert. Gestaltet hat sie der Künstler DYR Wandbrand (Damian Yves Rohde) und sie stehen hier für das Motto Hand in Hand für Toleranz – WIR SIND BERLIN. Sie symbolisieren die Vielfalt Berlins mit ihrem farbenfrohen Miteinander und dem friedlichen Zusammenleben; sie tragen Schärpen mit den Schriftzügen „Respect“, „Diversity“ und „Tolerance“. Gestaltet wurden Berlinerinnen und Berliner in angedeuteten Alltagssituationen, die ihre Ursprünge in allen Teilen der Welt haben.

## Logo
Das Logo des Shopping-Center LP12, das im Gebäudekomplex an vielen Stellen in unterschiedlichen Gestaltungsformen vorhanden ist, steht für die Anschrift Leipziger Platz 12.

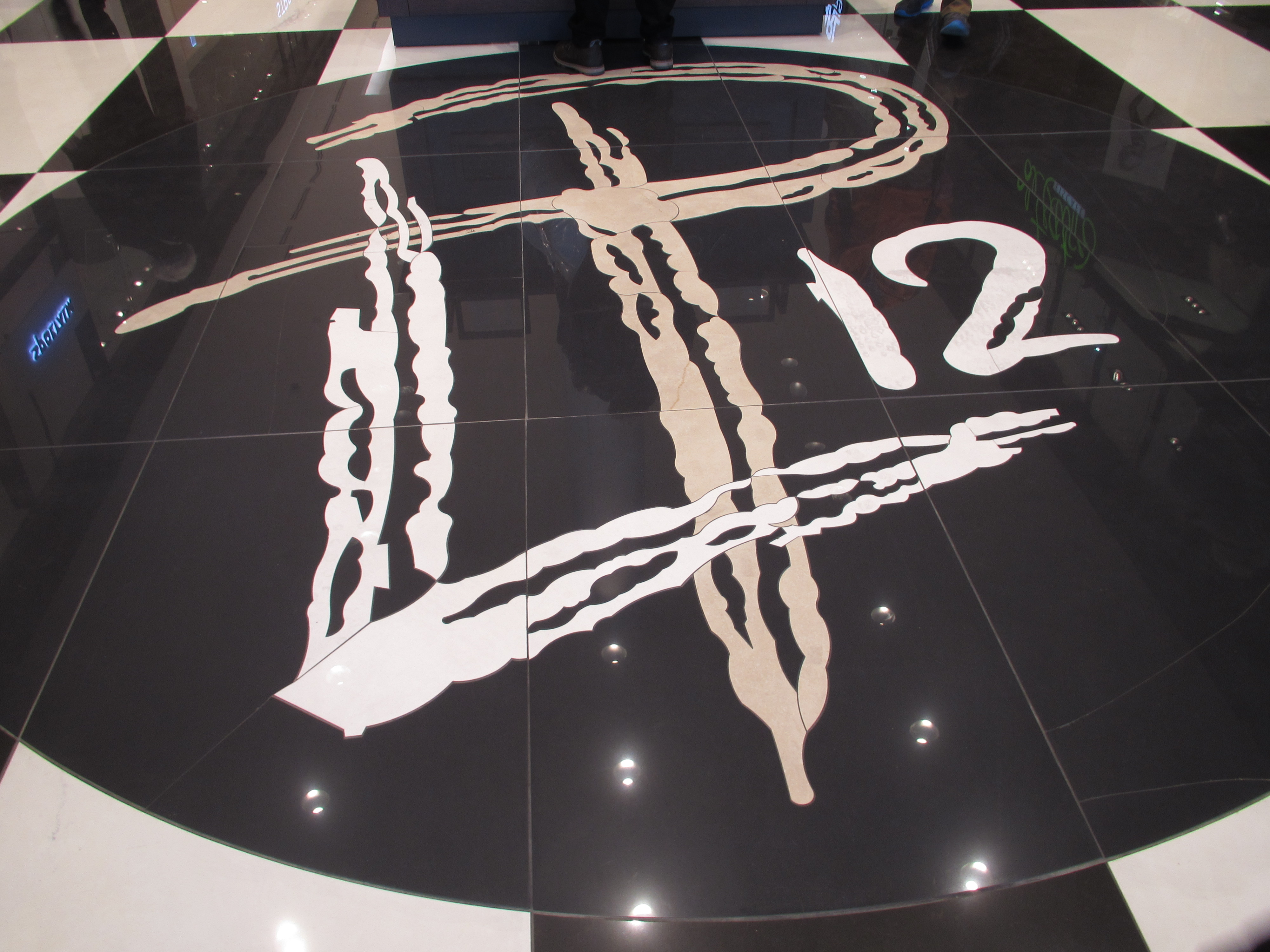
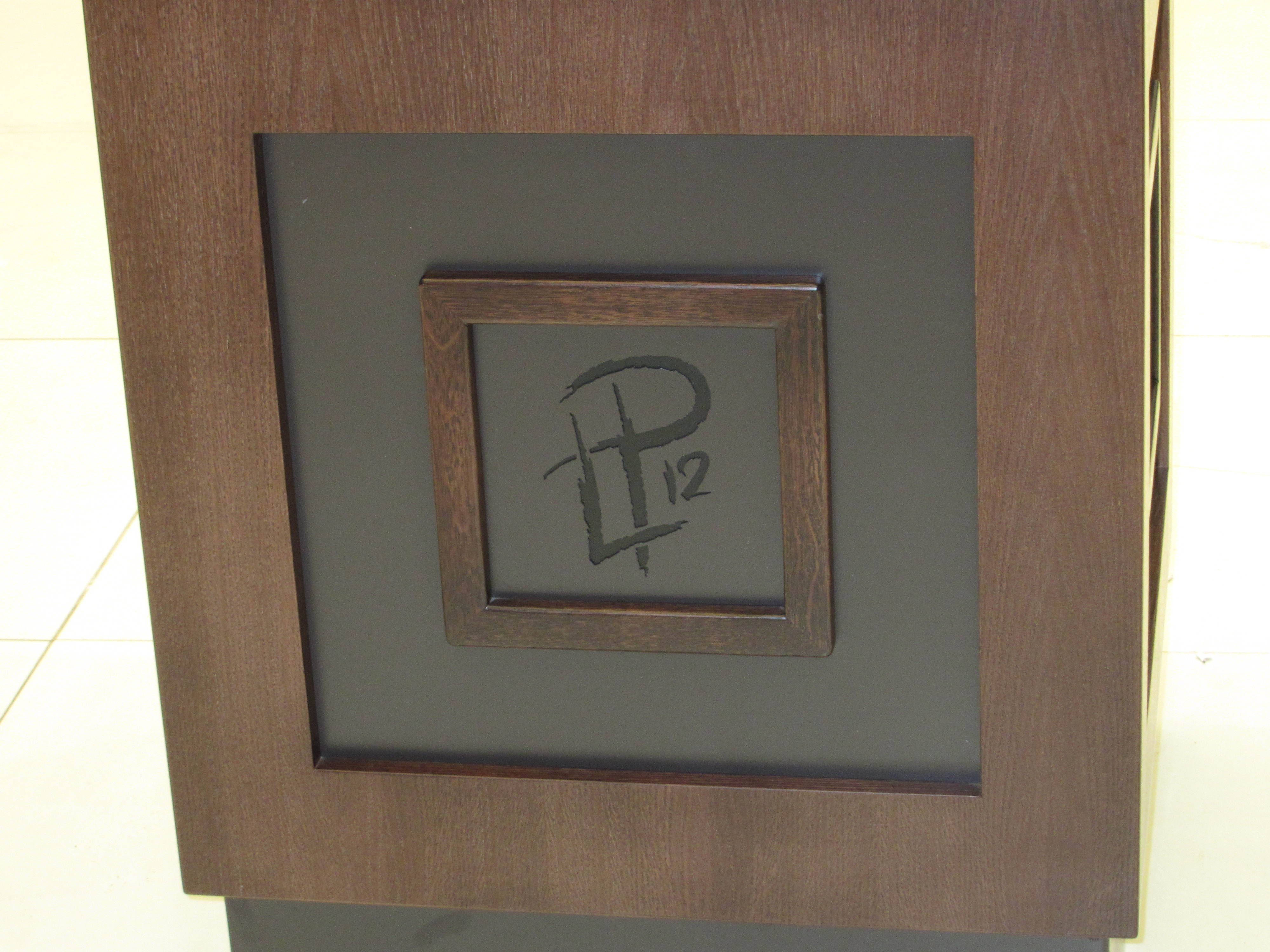
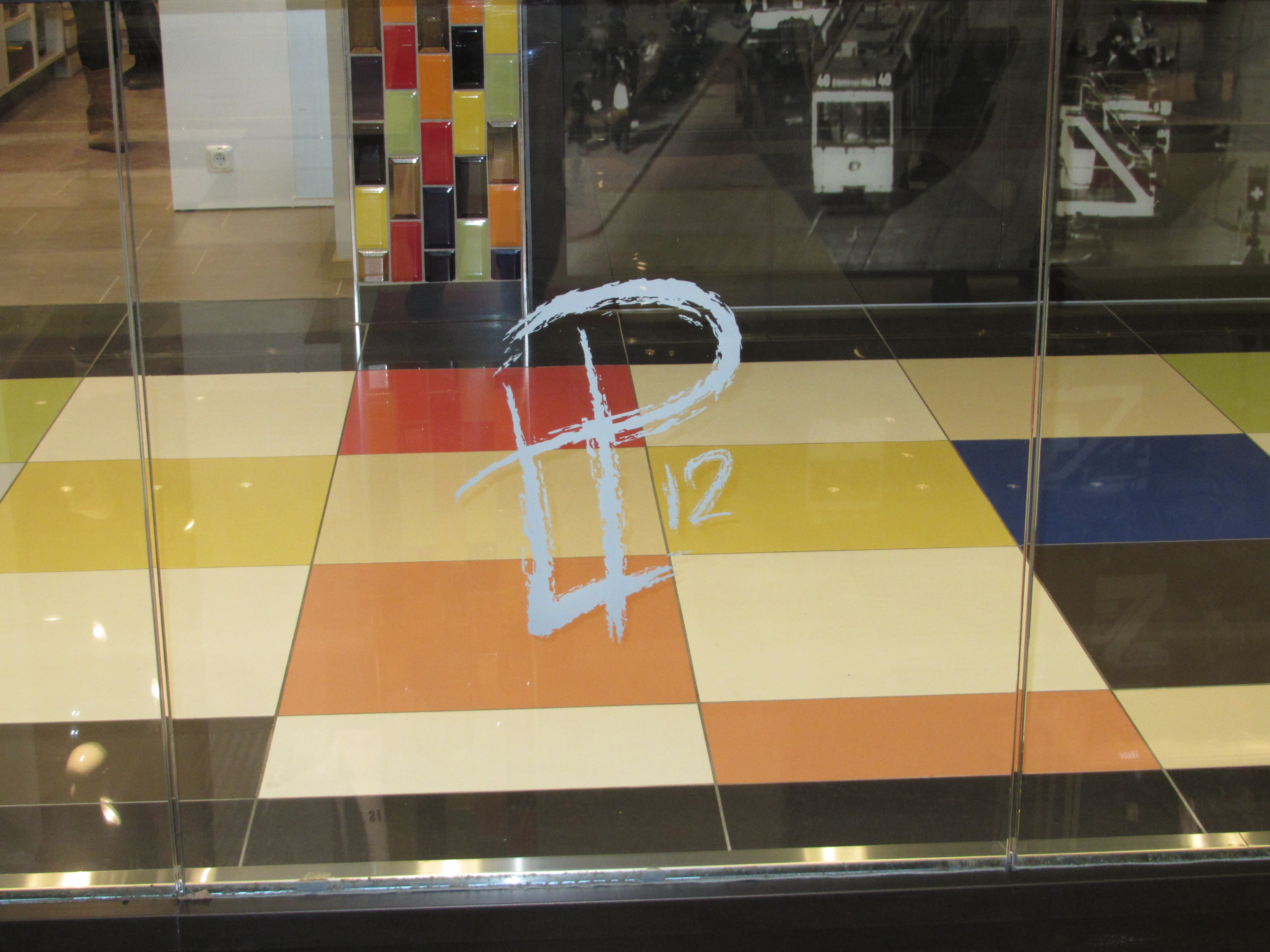